# Proposition 65

Warning label since 31. Aug. 2018

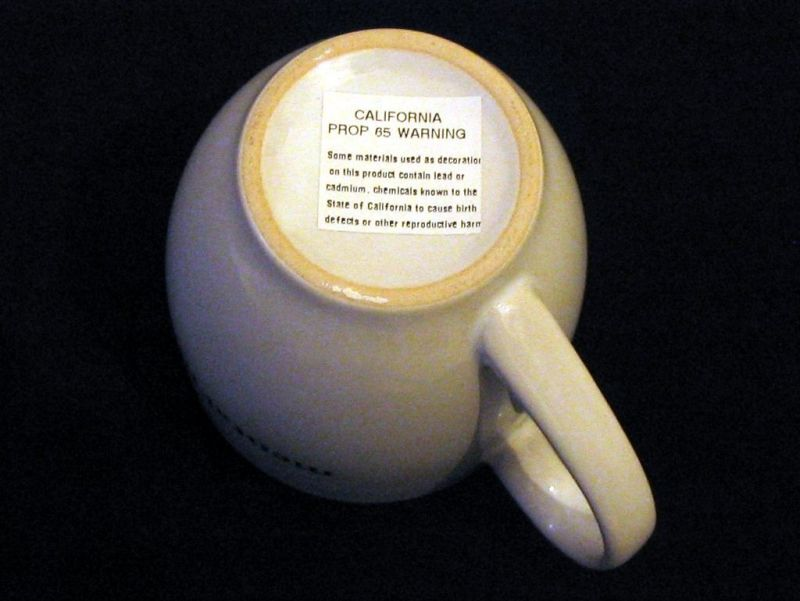
CALIFORNIA 65 PROP WARNING
(lood en cadmium)

Proposition 65 is een wet in Californië, Verenigde Staten, die er voor moet zorgen dat er het drinkwater schoon is en er geen toxische stoffen worden gebruikt in consumentenproducten die kanker en reproductieve afwijkingen kunnen veroorzaken. De wet wordt sinds 1986 uitgevoerd.
Door de organisatie die deze wet uitvoert, wordt een uitgebreide lijst onderhouden met stoffen die niet gebruikt mogen worden. Dit heeft tot grote verbeteringen geleid in het milieu in Californië, maar ook in de verdere westerse wereld. Veel grote multinationale bedrijven gebruiken deze lijst om leveranciers te dwingen geen toxische stoffen te gebruiken bij de productie van hun goederen. (Zie ook het Californië-effect.)
Ook in Europa wordt door de Europese wetgever een lijst gebruikt met verboden stoffen voor consumentenproducten.